# Żabnica (dopływ Łęgonia)
Żabnica (potocznie Bodek, niem. Bodebach) – niewielka struga w Polsce, w województwie śląskim, w powiecie raciborskim. Swoje źródło ma w raciborskiej dzielnicy Brzezie, w okolicy ul. Rybnickiej. Następnie przepływa przez wieś Kobyla i powraca do Raciborza (na krótkim odcinku stanowi granicę pomiędzy Raciborzem a gminą Lyski w powiecie rybnickim), płynąc przez dzielnicę Markowice aż do południowej części rezerwatu przyrody Łężczok, gdzie uchodzi do Łęgonia jako jego prawy dopływ. Do Żabnicy wpływa struga Nędza oraz kilkanaście mniejszych cieków wodnych.
Nazwę Żabnica wprowadzono urzędowo w 1951 roku, zastępując niemiecką nazwę Bodebach. Nazwę Żabnica potwierdziła w 2006 roku Komisja Nazw Miejscowości i Obiektów Fizjograficznych.